# Heterosaccus dollfusi
Heterosaccus dollfusi is een krabbezakjessoort uit de familie van de Sacculinidae.